# NK Sokol Vratišinec
NK Sokol je nogometni klub iz Vratišinca. 
Trenutačno se natječe u 1. ŽNL Međimurskoj.